# Europa Point FC
Europa Point FC är en fotbollsklubb i Gibraltar. Klubben grundades år 2014 och spelar för närvarande i Gibraltar Premier Division, den högsta divisionen inom gibraltisk fotboll.
Europa Point FC har sin hemmaarena vid Victoria Stadium i Gibraltar, som också används för landskamper och andra fotbollsevenemang i landet.

## Placering senaste säsonger
| Säsong  | Nivå | Liga             | Placering | Referens | Notering                         |
| ------- | ---- | ---------------- | --------- | -------- | -------------------------------- |
| 2014/15 | 2    | Second Division  | 3         | [ 1 ]    |                                  |
| 2015/16 | 2    | Second Division  | 2         | [ 2 ]    | Uppflyttad till Premier Division |
| 2016/17 | 1    | Premier Division | 10        | [ 3 ]    | Nedflyttad till Second Division  |
| 2017/18 | 2    | Second Division  | 4         | [ 4 ]    |                                  |
| 2018/19 | 2    | Second Division  | 2         | [ 5 ]    | Uppflyttad till National league  |
| 2019/20 | 1    | National League  | P         | [ 6 ]    | Coronaviruspandemin 2019–2021    |
| 2020/21 | 1    | National League  | 11        | [ 7 ]    |                                  |
| 2021/22 | 1    | National League  | 10        | [ 8 ]    |                                  |
| 2022/23 | 1    | National League  | 11        | [ 9 ]    |                                  |
| 2023/24 | 1    | National League  | 4         | [ 10 ]   |                                  |
| 2024/25 | 1    | National League  |           | [ 11 ]   |                                  |